# Comuna de Harasiuki
Harasiuki (polaco: Gmina Harasiuki) é uma gminy (comuna) na Polónia, na voivodia de Subcarpácia e no condado de Niżański. A sede do condado é a cidade de Harasiuki.
De acordo com os censos de 2005, a comuna tem 6445 habitantes, com uma densidade 38,3 hab/km².

## Área
Estende-se por uma área de 168,29 km², incluindo:
- área agrícola: 42%
- área florestal: 50%

## Demografia
Dados de 30 de Junho 2004:
|                      | Total   | Total | Mulheres | Mulheres | Homens  | Homens |
| -------------------- | ------- | ----- | -------- | -------- | ------- | ------ |
|                      | pessoas | %     | pessoas  | %        | pessoas | %      |
| População            | 6382    | 100   | 3201     | 50,2     | 3181    | 49,8   |
| Densidade (pop./km²) | 37,9    | 100   | 19       | 19       | 18,9    | 18,9   |

De acordo com dados de 2002, o rendimento médio per capita ascendia a 1230,54 zł.

## Subdivisões
- Banachy, Derylaki, Gózd, Harasiuki, Hucisko, Huta Krzeszowska, Huta Podgórna, Stara Huta, Krzeszów Górny, Kusze, Łazory, Maziarnia, Nowa Huta, Nowa Wieś, Półsieraków, Rogóźnia, Ryczki, Sieraków, Szeliga, Wólka, Nowy Żuk, Stary Żuk.

## Comunas vizinhas
- Biłgoraj, Biszcza, Janów Lubelski, Jarocin, Krzeszów, Potok Górny, Ulanów